# Casper Crump
Casper Frederik Crump (Copenhague, 11 de julho de 1977) é um ator dinamarquês, mais conhecido por atuar Rune em Almost Perfect e Enzo em Helium.

## Carreira
Crump interpreta o vilão imortal Vandal Savage nos episódios crossover de Arrow e The Flash. Ele também interpreta o papel em Legends of Tomorrow.
Crump interpreta o papel de Capitão Kerchover no filme de aventura The Legend of Tarzan, escalado para estreia em 1° de Julho de 2016 pela Warner Bros.

## Filmografia
| Ano  | Título                            | Papel             | Notas                                   |
| ---- | --------------------------------- | ----------------- | --------------------------------------- |
| 2004 | Lost Generation                   | Festgæst          |                                         |
| 2009 | Above the Street, Below the Water | Dan               |                                         |
| 2012 | Almost Perfect                    | Rune              |                                         |
| 2012 | Talenttyven                       | Mark              |                                         |
| 2014 | Helium                            | Enzo              | Curta; primeiro papel em língua inglesa |
| 2016 | The Legend of Tarzan              | Capitão Kerchover |                                         |

| Ano       | Título                    | Papel          | Notas                                        |
| --------- | ------------------------- | -------------- | -------------------------------------------- |
| 2009      | The Protectors            | Skuespilleren  | Episódio: "Del 8"                            |
| 2009      | 2900 Happiness            | Bertel Boserup | Temporada 3, episódio 8; papel não creditado |
| 2009      | Park Road                 | Jeppe E. Sonne | 3 episódios                                  |
| 2009      | Forbrydelsen              | Peter Lænkholm | Temporada 2, episódio 7                      |
| 2009      | Kristian                  | Jacob          | Episode: "Reunion"                           |
| 2011      | Kristian                  | Fonesca        | 3 episódios                                  |
| 2011-2012 | Lykke                     | Sigurd         | 12 episódios                                 |
| 2013      | Tvillingerne & Julemanden | Anders Iversen | Papel principal (24 episódios)               |
| 2015      | The Flash                 | Vandal Savage  | Temporada 2, episódio 8                      |
| 2015      | Arrow                     | Vandal Savage  | Temporada 4, episódio 8                      |
| 2016      | Legends of Tomorrow       | Vandal Savage  | Papel recorrente                             |